# Von Stern’sche Druckerei

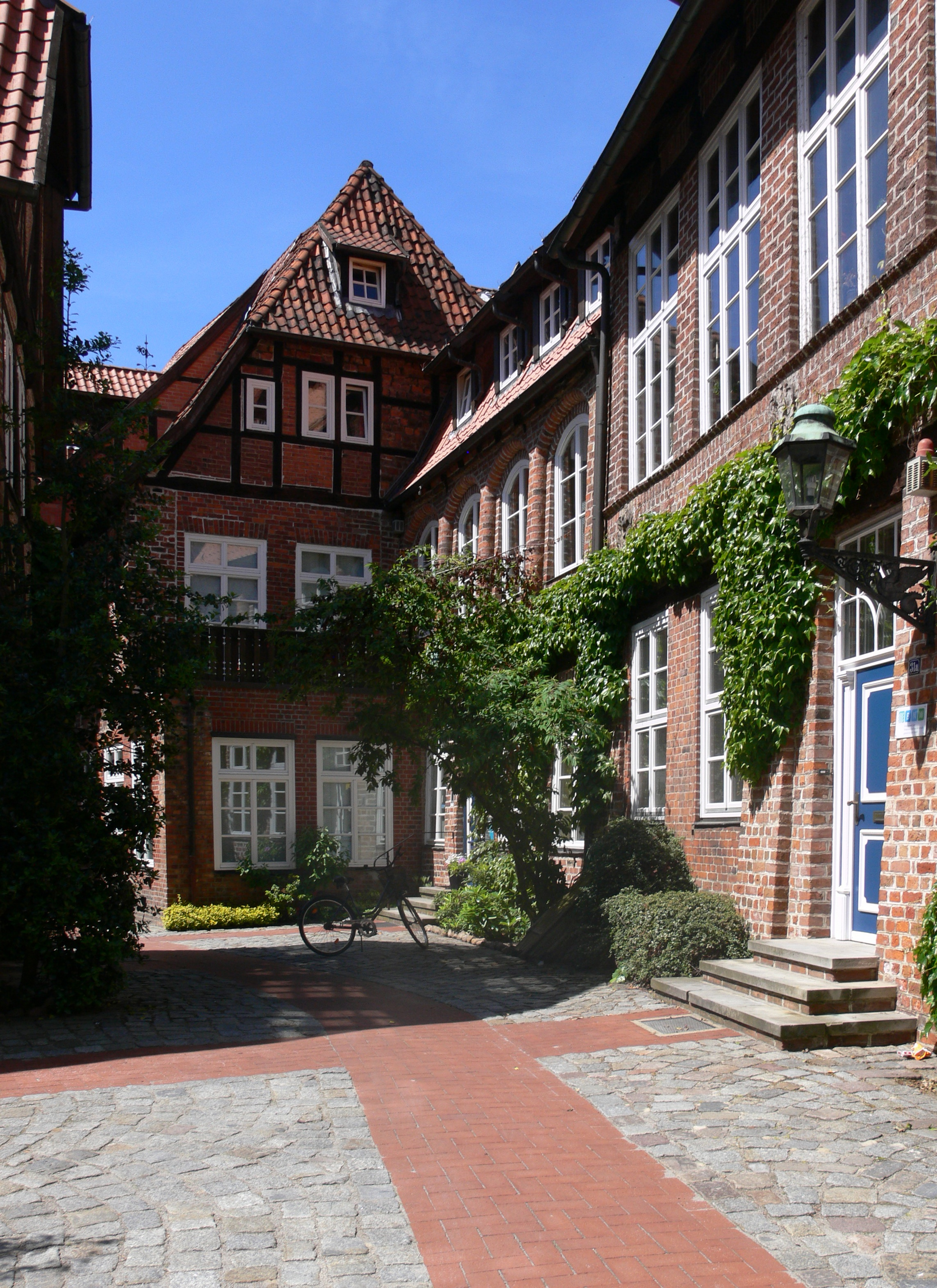
Lüneburg, Hinterhäuser des Anwesens Am Sande 31, ehemalige von-Stern’sche Druckerei

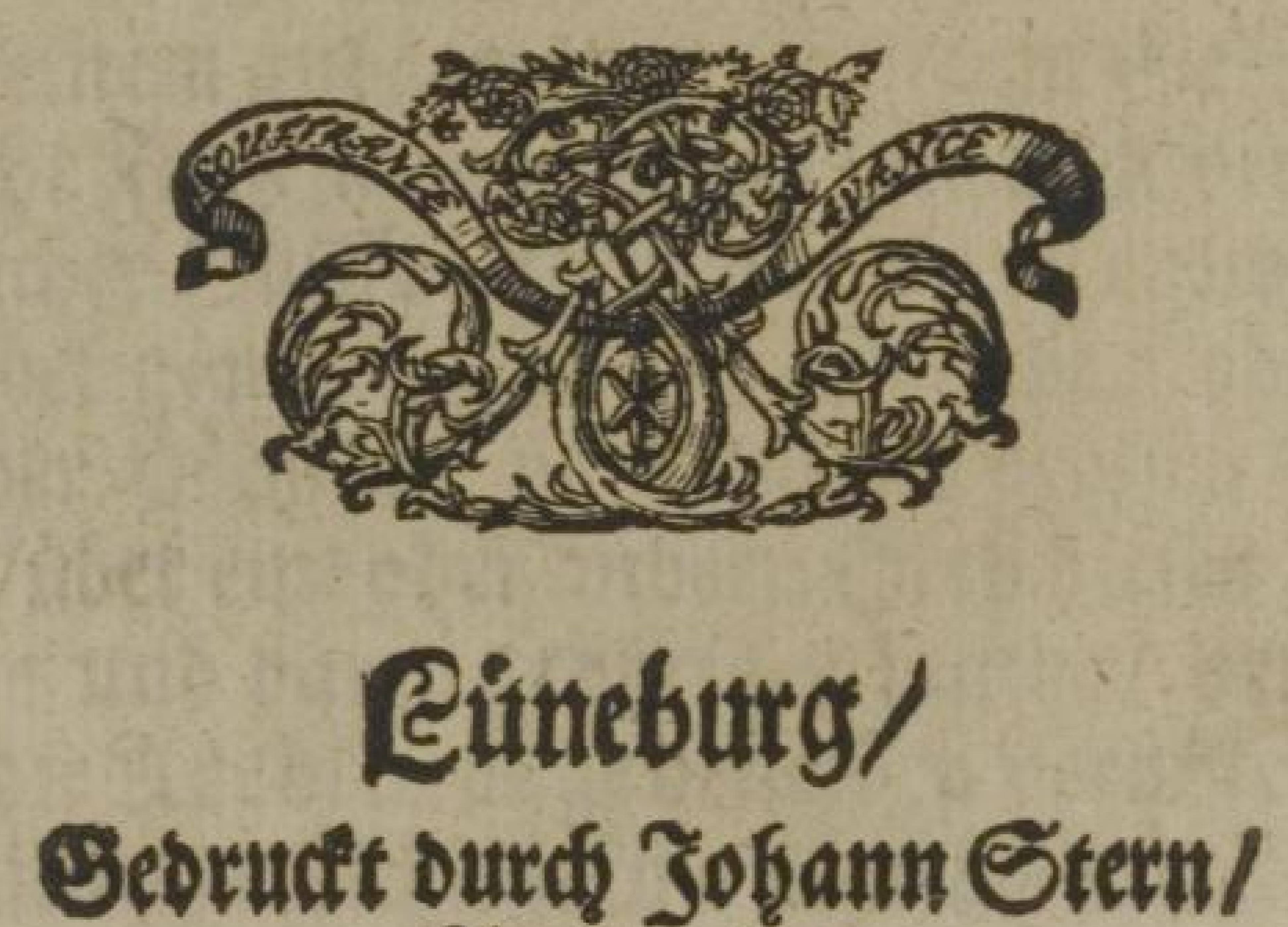
Druckerzeichen 1681 mit Devise „SOUFFRANCE AVANCE“

Heutiges Logo

Die von Stern’sche Druckerei ist eine Druckerei in Lüneburg. Sie ist die älteste existierende Druckerei, die sich kontinuierlich in Familienbesitz befindet.

## Geschichte
1580 gründete der Buchbindermeister Hans Stern († 14. März 1614) aus Bevensen in Lüneburg eine Buchbinderei und -handlung. 1583 erhielt er das Bürgerrecht. Neben seinem Wohnhaus Am Sande 31 in unmittelbarer Nachbarschaft zur Johanniskirche hatte er seinen Buchladen 1602 eröffnet. Am 16. September 1623 erhielten die Brüder Johann und Heinrich Stern die Konzession zur Errichtung einer Druckerei, so dass im Jahr 1624 die ersten Druckerzeugnisse die Lüneburger Pressen verließen.
Als Leiter und Leiterinnen der Druckerei sind einer Übersicht im Lüneburger Museum zu entnehmen:
Johann (Hans) Stern * unbek.† 14.3.1614;
Johann Hans Stern II (ab 1645 von Stern) getauft am  16.10.1582 † 15.1.1656;
Heinrich Stern d. Ä. (ab 1645 von Stern) get. 26.1.1592 † 10.11.1665;
Johann Stern III (ab 1645 von Stern) get. 2.4.1633 † 18.4.1712;
Heinrich Stern d. J. (ab 1645 von Stern) get. 2.3.1619 † 1677;
Cornelius Johann von Stern get. 1.2.1675 † 8.12.1747;
Friedrich von Stern get. 17.1.1726 † 18.1.1784;
Louise von Stern get. 5.9.1719 † 28.12.1802;
Margarete von Stern verh. mit Friedrich-Georg Schütz † 1794;
Ludolf von Stern get. 20.10.1730 † 17.1.1807;
Johann Georg von Stern get. 1.3.1763  † 14.9.1835;
Dorothea Elisabeth von Stern * 1791 † 1863;
Georg von Stern * 3.2.1833 † 21.1.1893;
Heino von Stern * 25.1.1863 † 26.2.1935;
Erich von Stern 1.11.1899 † 10.1.1979;
Hans Henning von Stern * 7.1.1935 † 2.8.2025 ;
Christian von Stern * 28.7.1963
Eine besondere Bedeutung für die Zukunft der Buchhandlung hatte der Besuch von Herzog August des Jüngeren, des späteren Herzogs von Braunschweig-Wolfenbüttel im Frühjahr 1605, der sich zu einem Bücherfreund besonderer Art entwickelte und ein guter Kunde der Stern'schen Druckerei und Freund der Familie wurde. Nach ihm ist später die Herzog August Bibliothek in seiner Residenz Wolfenbüttel benannt worden.
1614 setzte er mit der Herausgabe einer niederdeutschen Ausgabe der Lutherbibel den Startpunkt für eine Reihe von etwa 60 Bibelausgaben im folgenden Jahrhundert.
1624 erweiterten seine Söhne aus der Ehe mit der Lüneburgerin Anna Soltau Johann (getauft 31. Oktober 1582; † 15. Januar 1656) und Heinrich Stern (getauft 26. Januar 1592; † 10. November 1665) das Unternehmen um eine Buchdruckerei, die für ihre kunstvollen Bibeldrucke bekannt wurde. Nachdem Kaiser Ferdinand III. Johann Stern am 27. Juni 1645 in den erblichen Adelsstand erhob, wurde die Eigentümerfamilie Stern in das Patriziat der Stadt aufgenommen.
Mehr als 350 Jahre hatte die Druckerei unter dem Namen Offizin der Sterne ihren Sitz „Am Sande“ im Haus Nr. 31, 1982 zog sie in die Zeppelinstraße im Gewerbegebiet Lüneburg-Ost um.
Seit 1949 druckt das Unternehmen die Lüneburger Landeszeitung. Heute befindet sie sich in 14. Generation im Familienbesitz.

## Rezeption
Manfred Braasch hat einen historischen Roman über die Geschichte der Druckerei unter dem Titel Die Stadt der Sterne geschrieben.
2024 jährt sich die Gründung der Stern'schen Druckerei in Lüneburg zum vierhundertsten Mal. Dies war für das Museum Lüneburg der Anlass gewesen, vom 29. September 2024 bis zum 30. März 2025 den Bibeln der von der Stern’schen Druckerei die Ausstellung Bilder! Das Salz der Bibel zu widmen. Zu der Ausstellung wurde ein Begleitband herausgegeben mit Beiträgen von Jürgen Bönig, Manfred Braasch, Livia Cárdenas, Heike Düselder, Marian Füssel, Carlos Masou, Peter Prange, Caren Reimann und Ulfert Tschirner. Herausgeber: Heike Düselder und Ulfert Tschirner: "Bilder! Das Salz der Bibeln". Begleitpublikation zur Ausstellung im Museum Lüneburg (= Beiträge aus dem Museum Lüneburg, Bd. 6). Lüneburg 2024. ISBN 978-3-946481-06-5